# فريشته
فريشته أو فيريشته (بالفارسية: فِرِشتہ)، الاسم الكامل محمد قاسم هندو شاه استرابادي (بالفارسية: مُحَمَّد قاسِم هِندو شاہ)، كان مؤرخًا فارسيًا  من الشيعة الإمامية ، استقر لاحقًا في الهند وخدم سلاطين الدكن كمؤرخ بلاطهم. ولد عام 1560 وتوفي عام 1620. الاسم فيريشته يعني «الملاك» بالفارسية.

## حياة
ولد فريشته حوالي ق. 1570 في جرجان على شواطئ بحر قزوين إلى غلام علي هندو شاه. بينما كان فريشته لا يزال طفلاً، تم استدعاء والده بعيدًا عن بلده الأصلي إلى أحمدنجر، الهند، لتعليم اللغة الفارسية للأمير الشاب ميران حسين نظام شاه، الذي درست معه فيريشتا. 
في عام 1587، كان فريشته نقيبًا لحرس الملك مرتضى نظام شاه الأول عندما أطاح الأمير ميران بوالده وتولى عرش سلطنة أحمدنجر. أنقذ الأمير ميران حياة صديقه السابق، الذي غادر بعد ذلك إلى بيجابور ليدخل خدمة الملك إبراهيم عادل شاه الثاني عام 1589. 
بعد أن كان في مناصب عسكرية حتى ذلك الحين، لم ينجح فريشته على الفور في بيجابور. ومما زاد من تفاقم الأمور حقيقة أن فريشته كانت من أصل شيعي، وبالتالي لم يكن لديه فرصة كبيرة لبلوغ مكانة عالية في المحاكم ذات الأغلبية السنية في سلطنة الدكن. في عام 1593، ناشد إبراهيم شاه الثاني فريشته أن يكتب تاريخًا للهند مع تركيز مماثل على تاريخ سلالات الدكن حيث لم يعط أي عمل حتى الآن معاملة متساوية لجميع مناطق شبه القارة الهندية. 

## نظرة عامة على الكتاب
عُرف الكتاب باسمين: باسم تاريخ فريشته (Tarikh-i Firishta) وجولشان الابراهيمي (Gulshan-i Ibrahimi) . في المقدمة، يتم تقديم سيرة ذاتية لتاريخ هندوستان قبل أوقات الفتح الإسلامي، وكذلك التقدم الظافر للعرب عبر الشرق. الكتب العشرة الأولى مشغولة بتاريخ ملوك إحدى المقاطعات؛ يقدم الكتاب الحادي عشر سردًا لمسلمي مليبار؛ الثاني عشر: تاريخ الأولياء المسلمين في الهند؛ وخاتمة تعالج جغرافيا ومناخ الهند. كما يتضمن أوصافًا بيانية لاضطهاد الهندوس في عهد سيكندر بوتشيكان في كشمير. 
يتكون تاريخ فريشته بشكل أساسي من الكتب التالية: [استشهاد منقوص البيانات]
1. ملوك غزنة ولاهور
2. ملوك دهلي
3. ملوك الدكن- ينقسمون إلى 6 فصول:
  1. جولبارجا
  2. بيجابور
  3. أحمدنجر
  4. تيلانجا
  5. بيرار
  6. بيدار
4. ملوك ولاية غوجارات
5. ملوك مالوا
6. ملوك خانديش
7. ملوك البنغال وبيهار
8. ملوك ملتان
9. حكام السند
10. ملوك كشمير
11. أخبار مليبار
12. بيان لأولياء الهند الصالحين
13. الخلاصة - بيان لمناخ وجغرافيا الهند

كتب العلماء والمؤرخون المعاصرون أن أعمال فريشته مأخوذة من كتاب طبقات أكبري لنظام الدين أحمد بخشي الهروي،  و تاريخ الرشيدي لميرزا حيدر الجغتائي  وتاريخ برني لضياء الدين برني. صرح المؤرخ بيتر جاكسون، صراحةً أن فريشته اعتمد على أعمال برني ويحيى بن أحمد السرهندي (صاحب كتاب تاريخ مبارك شاهي)، وأنه لا يمكن الاعتماد على عمله باعتباره سردًا مباشرًا للأحداث، وأنه في أماكن في تاريخه يشتبه في أنه اعتمد على الأساطير وخياله. 

## ميراث
وفقًا لـلمؤرخ الهندي توكارم ناجش ديفاري (T. N. Devare)، فإن كتاب فريشته هو أكثر تاريخ مقتبس على نطاق واسع عن العادل شاهية، لكنه المصدر الوحيد لتأكيد الأصل العثماني ليوسف عادل شاه، مؤسس سلالة عادل شاهي. يعتقد ديفاري أن هذه قصة ملفقة. المصادر الأخرى لتاريخ الدكن التي ذكرها ديفاري هي تلك لمير رافع الدين إبراهيم الشيرازي، أو «رافي»، ومير إبراهيم لاري أسدخاني، وإبراهيم الزبيري، مؤلف كتاب بساتين السلاطين (67، ص 2). لاحظ ديفاري أن العمل هو «تاريخ شامل للهند من أقدم فترة حتى وقت فريشته مكتوبًا بأمر من إبراهيم عادل شاه الثاني وقدم إليه عام 1015 هـ / 1606 م. ومع ذلك، يبدو أنه تم استكماله من قبل المؤلف نفسه لأنه يسجل الأحداث حتى عام 1033 هـ (1626 م)»(ديفاري 272). 
من ناحية أخرى، يُقال إن تاريخ فريشته مستقل وموثوق بشأن موضوع سياسات شمال الهند في تلك الفترة، ظاهريًا كتلك الخاصة بالإمبراطور جهانكير حيث تتمتع حسابات فريشته بالمصداقية بسبب انتمائه إلى مملكة بيجابور الواقعة في جنوب الهند.
على الرغم من قصته الملفقة عن أصل يوسف العثماني، إلا أن قصة فيريشته لا تزال تحظى بشعبية كبيرة ولاقت قبولًا واسعًا في بيجابور اليوم.
في عام 1768، عندما قام ضابط شركة الهند الشرقية والمستشرق ألكسندر داو بترجمة نص فريشته إلى اللغة الإنجليزية، أصبح يُنظر إليه على أنه مصدر موثوق للمعلومات التاريخية من قبل اللغة الإنجليزية.
لا يزال عمل فريشته يحتفظ بمكانة عالية ويعتبر موثوقًا به من نواح كثيرة. تمت ترجمة عدة أجزاء منه إلى اللغة الإنجليزية؛ لكن أفضل وأكمل ترجمة هي تلك التي نشرها الجنرال ج. بريجز تحت عنوان تاريخ صعود سلطة المحمديون في الهند The History of the Rise of the Mahomedan Power in India (لندن، 1829، 4 مجلدات. 8vo). قام بريجز بالعديد من الإضافات إلى العمل الأصلي لـ فريشته، لكنه حذف الكتاب الثاني عشر بأكمله، والعديد من المقاطع الأخرى التي تم حذفها في النسخة التي ترجم منها. استخدم إدوارد جيبون عمل فريشته كأحد مصادر المرجعية للتاريخ الهندي في كتابه تاريخ ضعف وسقوط الإمبراطورية الرومانية. 

## أعمال
- Firishta، Muhammad Qasim Hindu Shah Astarabadi (1794). Ferishta's History of Dekkan..(Vol. 1). Jonathan Scott  [لغات أخرى]‏ (trans.). John Stocksdale, London. مؤرشف من الأصل في 2022-10-06.
- Firishta، Muhammad Qasim Hindu Shah Astarabadi؛ Tr. by Jonathan Scott (1794). Ferishta's History of Dekkan..(Vol. 2). John Stocksdale, London. مؤرشف من الأصل في 2022-01-19.

## أنظر أيضا
- قائمة المؤرخين المسلمين